# Petr Orseolo
Petr Orseolo, též Petr Benátčan (1011 Benátky – mezi 1046 a 1059?) byl uherským králem v letech 1038–1041 a 1044–1046. Byl synem 27. benátského dóžete Oty Orseola a dcery uherského knížete Gejzy.

## Z Benátek do Uher
První křesťanský panovník uherského státu svatý Štěpán ztratil roku 1031 svého jediného syna a následníka trůnu Imreho. Tím došlo k nástupnické krizi. Svého bratrance Vazula usilujícího o nástupnictví nechal Štěpán oslepit, jeho uši zalít olovem a jeho syny poslal do vyhnanství. Následníkem jmenoval syna své sestry Petra Orseola.

## Války s Říší
Roku 1038 Štěpán zemřel a Petr Orseolo nastoupil na uherský trůn. Pustil se do zahraničních dobrodružství na Balkáně, bylo mu vyčítáno, že se obklopuje jen Němci a Italy a dostal se do konfliktu s císařem Jindřichem III. Českému knížeti Břetislavovi I. pomohl porazit císaře při jeho tažení do Čech (1040). Obsazením Rakous ochránil pomezní hvozdy českého souseda z jihu, a dovolil mu tak vyslat moravskou vojenskou hotovost k obraně Čech. Uherská jízda se zúčastnila slavné bitvy u Brůdku.

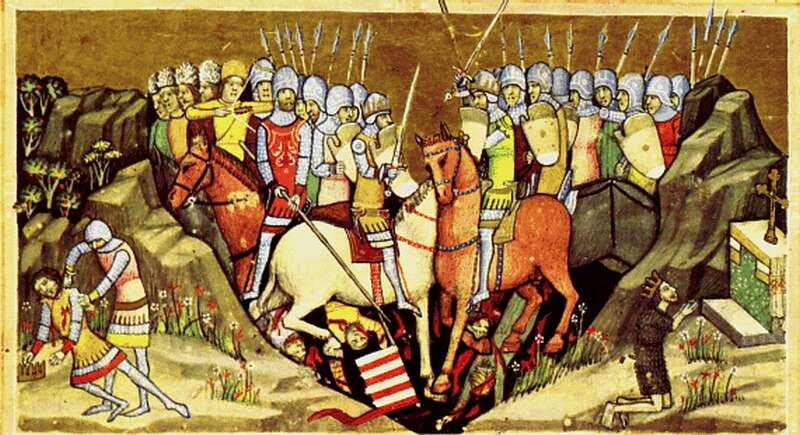
Bitva u Ménfő na dobové miniatuře

Svým jednáním poštval proti sobě Gizelu – královnu vdovu, uherské velmože i biskupy. Roku 1041 byl Petr vyhnán ze země a nahrazen švagrem Štěpána I., palatinem Samuelem Abou. Petr utekl do říše k Adalbertovi Babenberskému, markraběti bavorské východní marky, svému švagrovi. S Adalbertovou pomocí hledal zastání u císaře Jindřicha III., který byl v tu dobu plně zaměstnán novou vojenskou výpravou na české území.
Na konci léta 1041 německé sbory vtrhly znovu do Čech a bez větších obtíží směřovaly ku Praze. Břetislav vzdal obranu v okamžiku, kdy k císaři přešli biskup Šebíř a mnoho velmožů. 15. října 1041 v Řezně musel Břetislav bosý a v rouše kajícníka padnout Jindřichovi k nohám, vzdát se vlády a žádat o odpuštění. Byla mu udělena milost, složil lenní hold a přísahu věrnosti císaři.
Petr Orseolo v tomtéž čase získal Jindřichovu milost také, prosil za odpuštění a slíbil, že se císaři poddá, když bude znovu dosazen na uherský trůn. Císař roku 1042 vytáhl spolu s Břetislavem do Uher. Výprava byla neúspěšná. Stejně tak výprava roku 1043 nepřinesla změnu na uherském trůně. Až 5. července 1044 v bitvě u Menfö Samuela Abu porazili na hlavu a uherští velmoži začali opět masivně přebíhat k Petru Benátčanovi. Petr Orseolo byl v Székesfehérváru znovu uveden na uherský trůn. Samuel Aba byl uvězněn a posléze popraven. O letnicích 1045 Petr Orseolo složil Jindřichovi vazalský slib věrnosti; údajně se již dříve zavázal k placení tributu.
Roku 1046 propuklo v Uhrách bogomilské povstání namířené proti králi i církevní hierarchii. Uherští velmoži tohoto povstání využili – král Petr byl oslepen, vykastrován a vykázán ze země. Jeho další osud je nejasný, v literatuře narážíme často na formulaci, že „brzy nato umírá“ (např. Lendvai). László Kontler uvádí rok úmrtí až 1059.
Na uherský trůn nastoupil Arpádovec Ondřej, jeden z mnoha Vazulových synů.